# Bupares caper
Bupares caper is een hooiwagen uit de familie Beloniscidae. De wetenschappelijke naam van Bupares caper gaat terug op Thorell, 1889.